# St James, Western Australia
St James är en del av en befolkad plats i Australien. Den ligger i kommunen Victoria Park och delstaten Western Australia, nära delstatshuvudstaden Perth. Antalet invånare är 3 710.
Runt St James är det tätbefolkat, med 790 invånare per kvadratkilometer.. Närmaste större samhälle är Perth, nära St James. 
Runt St James är det i huvudsak tätbebyggt. Genomsnittlig årsnederbörd är 1 018 millimeter. Den regnigaste månaden är maj, med i genomsnitt 176 mm nederbörd, och den torraste är februari, med 9 mm nederbörd.